# Bow Wave
Bow Wave byla česká hip hopová skupina pocházející z Karlových Varů. Působila v letech 1997–2008. Nejznámější jejich písničkou je patrně hit Boreczech.

## Historie
Před založením skupiny se sešli klávesista Jéňa Smílek, baskytarista Jaromír Chocholouš a kytarista Jan Psohlavec v kapele Z Odeladelise, ve které účinkovala i zpěvačka Patrika Poráková a bubeník Dan Řezáč. V roce 1997 založili kapelu Bow Wave a skupina se scházela přibližně jednou za měsíc.
Převrat nastal roku 2000 (mylně se uvádí i rok 2001), kdy zpěvačka odjela do Ameriky a do skupiny přišla dvojice MC's – Emsa a Blayin (Michal Blaha), kteří v té době měli vlastní projekt s názvem Tichá Voda.
V roce 2001 vstoupili do povědomí širší veřejnosti představením na festivalu Hip Hop kemp. A v roce 2002 v novém složení debutovali demonahrávkou Sami-z-dat, která vyšla jako příloha hip hopového časopisu Bbarak.
Posléze se účastnili hip hopové kompilace Lyric Derby 2 a vydali další singl Aperitiff.
Jelikož měli úspěch, tak si jich všiml Libor Lisý z vydavatelství EMI, u kterého v roce 2004 vydali první album EMIgrant, z něho vzešel hit Pašerácká.
Další album Spotřebič vydali v roce 2007, obal desky parodoval bulvární deníky a píseň Boreczech se stala megahitem. Skupina po vydání alba odjela na konci roku turné. Poslední koncert patrně odehrála v květnu 2008 v Benešově a pak se skupina odmlčela.
V roce 2011 pauzu skupiny potvrdil Michal „Blayin“ Bláha s tím, že se určitě někdy vrátí.

## Hudební styl
Před příchodem raperů v roce 2000 to byla acidjazzová kapela říznutá breakbeatem. První demohrávky Lyca a Bow Wave II. obsahovaly rozmanitou tvorbu od funku po bigbít.
Po roce 2000 s příchodem raperů Emsy a Blayina se kapela přiklonila ke gangstarskému rapu. Texty vyprávějící normální příběhy ze života na středně velkém městě – úniky, trable s holkama, policejní pruda – nepostrádají vtip a nadhled vybočující ze škatulky hip hopu.

## Složení
- Michal „Blayin“ Blaha – zpěv
- Emsa – zpěv
- Jéňa Smílek – klávesy
- Jaromír „Chochy“ Chocholouš – baskytara
- Jan „Pejsek“ Psohlavec – kytara
- Mára „Kotva“ Kotvička – bicí
- DJ Bouler

## Diskografie

### Alba
- EMIgrant (2004)
- Spotřebič (2007)

### Singly
- Lyca (1999)
- Bow Wave II. (2001)
- Sami-z-dat (2002)
- Aperitiff (2003)